# Justicia warmingii
Justicia warmingii är en akantusväxtart som beskrevs av William Philip Hiern. Justicia warmingii ingår i släktet Justicia och familjen akantusväxter. Inga underarter finns listade i Catalogue of Life.